# Kouz1
 (mai 2024).
La mise en forme du texte ne suit pas les recommandations de Wikipédia : il faut le « wikifier ».
Les points d'amélioration suivants sont les cas les plus fréquents. Le détail des points à revoir est peut-être précisé sur la page de discussion.
- Les titres sont pré-formatés par le logiciel. Ils ne sont ni en capitales, ni en gras.
- Le texte ne doit pas être écrit en capitales (les noms de famille non plus), ni en gras, ni en italique, ni en « petit »…
- Le gras n'est utilisé que pour surligner le titre de l'article dans l'introduction, une seule fois.
- L'italique est rarement utilisé : mots en langue étrangère, titres d'œuvres, noms de bateaux, etc.
- Les citations ne sont pas en italique mais en corps de texte normal. Elles sont entourées par des guillemets français : « et ».
- Les listes à puces sont à éviter, des paragraphes rédigés étant largement préférés. Les tableaux sont à réserver à la présentation de données structurées (résultats, etc.).
- Les appels de note de bas de page (petits chiffres en exposant, introduits par l'outil «  Source ») sont à placer entre la fin de phrase et le point final[comme ça].
- Les liens internes (vers d'autres articles de Wikipédia) sont à choisir avec parcimonie. Créez des liens vers des articles approfondissant le sujet. Les termes génériques sans rapport avec le sujet sont à éviter, ainsi que les répétitions de liens vers un même terme.
- Les liens externes sont à placer uniquement dans une section « Liens externes », à la fin de l'article. Ces liens sont à choisir avec parcimonie suivant les règles définies. Si un lien sert de source à l'article, son insertion dans le texte est à faire par les notes de bas de page.
- La présentation des références doit suivre les conventions bibliographiques. Il est recommandé d'utiliser les modèles {{Ouvrage}}, {{Chapitre}}, {{Article}}, {{Lien web}} et/ou {{Bibliographie}}. Le mode d'édition visuel peut mettre en forme automatiquement les références.
- Insérer une infobox (cadre d'informations à droite) n'est pas obligatoire pour parachever la mise en page.

Pour une aide détaillée, merci de consulter Aide:Wikification.
Si vous pensez que ces points ont été résolus, vous pouvez retirer ce bandeau et améliorer la mise en forme d'un autre article.
Kouz1 alias cousin, né le 10 décembre 1996 ( 28ans) à Rabat au Maroc, est un artiste marocain. Il se fait connaitre grâce a son song "love" ou "j'en ai marre" ce sont ces deux musiques qui font un succès sur les réseaux sociaux. 
Faisant régulièrement des morceaux avec Liamsi ou encore Ilies Tagne, il affiche des millions de vues sur YouTube.

## Biographie

### Débuts
Kouz1 naît à Temara et grandit dans le hay al maghreb al arabi Temara massira 2 en même quartier de EwaMaru. Il est né d'un père marocain et d'une mère originaire de Meknès (Maroc). Il monte à Paris en France pour continuer ses études et a commencé sa carrière musicale en 2011 et a déjà pas mal de hits à son actif "Trap roumi", son premier album solo, sort en 2019 et il rencontre un certain « succès, dans un pays où le streaming n’est pas légion ».

## Discographie

### Albums studio
- 2023 : AFROBOY[5]
- 2021 : Vangogh